# Jagdstaffel 8
La Jagdstaffel 8 (in tedesco: Königlich Preußische Jagdstaffel Nr 8, abbreviato in Jasta 8) era una squadriglia (staffel) da caccia della componente aerea del Deutsches Heer, l'esercito dell'Impero tedesco, durante la prima guerra mondiale (1914-1918).

## Storia
La Jagdtsaffel 8 venne fondata il 10 settembre del 1916 con piloti e mezzi provenienti dalla Feldflieger Abteilung 6, 33 e 40 e dalla Flieger-Abteilung (Artillerie) 213 operando per tutta la durata del conflitto principalmente sul fronte occidentale. Il comando della squadriglia fu affidato all'Hauptmann (capitano) Gustav Stenzel.
L'unità operò sicuramente con aerei Albatros D.V introdotti nel 1917. Altri tipi di velivoli affidati alla squadriglia non sono noti a causa delle poche informazioni.
Non esistono informazioni dettagliate nemmeno sul primo anno di attività tranne il fatto di essere stata dislocata presso l'aerodromo di Rumbeke in Belgio. Durante l'estate del 1917 la Jagdstaffel 8 entrò a far parte del Jagdgruppe 15, conosciuto anche con il nome di Jagdgruppe Nord. Il 28 luglio l'unità perse il suo prima pilota, il comandante Gustav Stenzel che venne ucciso in azione. Il comando passo quindi all'Hauptmann Constantin von Bentheim arrivato presso la Jagdstaffel 8 il 9 agosto. Alla fine di settembre del 1917 la squadriglia venne spostata dalla base di Rumbeke a quella di Jabbeke-Brügge e ciò per poter supportare le azioni militari della 4ª Armata. All'inizio di dicembre entra a far parte anche del Jagdgruppe "Etreux", un'unità aspecializzata costituita insieme alla Jagdstaffel 35; a capo di questo gruppo venne messo il comandante della Jagdstaffel 8 Constantin von Bentheim. Il 20 novembre l'unità venne trasferita a Neuvilly a sostegno della 2ª Armata per poi essere trasferita ancora una volta, il 15 dicembre, presso l'aerodromo di Wassigny.
Quando i tedeschi, nel marzo del 1918, lanciarono l'offensiva di primavera, la squadriglia cambiò base per tre volte in pochissimi giorni per poter sostenere le azioni belliche della 18ª Armata. Alla fine l'unità si stabilì a Balâtre-Roye il 27 marzo 1918. Durante le operazioni di marzo, la Jagdstaffel 8 venne inserita anche nel Jagdgruppe 1. Il 1º aprile 1918 il comandante della Jagdstaffel 8 Constantin von Bentheim venne messe al comando del Jagdgruppe 15 e pochi giorni dopo, il 4 aprile, il futuro Generalmajor Werner Junck prese il comando dell'unità. Come unità facente parte del Jagdgruppe 1, la Jagsstaffel 8 sostenne in successione la 1ª e la 5ª Armata. Il 6 luglio 1918 venne trasferita presso la base di Saint-Rémy e il 15 settembre si stabilì a Mercy-le-Haut dove rimase fine alla fine della guerra. La Jasta fu smobilitata al Flieger-Ersatz-Abteilungen (FEA) 11, sulla base di Breslau-Gandau, il 3 dicembre 1918.
Alla fine della prima guerra mondiale alla Jagdstaffel 8 vennero accreditate 95 vittorie aeree. Di contro, la Jasta 8 perse 4 piloti, un pilota morì in incidente di volo e 8 furono feriti in azione.

## Lista dei comandanti della Jagdstaffel 8
Di seguito vengono riportati i nomi dei piloti che si succedettero al comando della Jagdstaffel 8.
| Grado     | Nome                    | Periodo                            |
| --------- | ----------------------- | ---------------------------------- |
| Hauptmann | Gustav Stenzel          | 23 settembre 1917 - 28 luglio 1917 |
| Hauptmann | Constantin von Bentheim | 9 agosto 1917 - 1 aprile 1918      |
| Leutnant  | Werner Junck            | 4 aprile 1918 - 6 luglio 1918      |
| Leutnant  | Joachim de la Camp      | 6 luglio 1918 - 12 agosto 1918     |
| Leutnant  | Werner Junck            | 12 agosto 1918 - 11 novembre 1918  |

## Lista delle basi utilizzate dalla Jagdstaffel 8
- Rumbeke (Belgio), : 12 settembre 1916 – 30 settembre 1917
- Jabbeke-Bruges (Belgio), 30 settembre 1917 – 19 novembre 1917
- Neuvilly (Francia), 20 novembre 1917 – 14 dicembre 1917
- Wassigny (Francia), 15 dicembre 1917 – 21 marzo 1918
- Bohain-en-Vermandois (Francia), 21 marzo 1918 – 24 marzo 1918
- Beauvois (Francia), 24 marzo 1918 – 27 marzo 1918
- Balâtre-Roye: 27 marzo 1918 – 5 luglio 1918
- Saint-Rémy (Francia), 6 luglio 1918 – 14 settembre 1918
- Mercy-le-Haut: 15 settembre 1918 – 11 novembre 1918

## Lista degli assi che hanno prestato servizio nella Jagdstaffel 8
Di seguito vengono elencati i nomi dei piloti che hanno prestato servizio nella Jagdstaffel 8 con il numero di vittorie conseguite durante il servizio nella squadriglia e riportando tra parentesi il numero di vittorie aeree totali conseguite.
| Asso              | Vittorie |
| ----------------- | -------- |
| Walter Göttsch    | 17 (20)  |
| Rudolf Francke    | 15       |
| Wilhelm Seitz     | 11 (16)  |
| Rudolf Wendelmuth | 10 (14)  |
| Konrad Mettlich   | 6        |
| Werner Junck      | 5        |
| Alfred Ulmer      | 5        |
| Hans Körner       | 2 (7)    |

## Lista degli aerei utilizzati dalla Jagdstaffel 8
- Albatros D.V